# Pulau Sakar
Pulau Sakar ist eine zu Malaysia gehörende Insel in der zur Celebessee offenen Darvel Bay. Die unregelmäßig geformte Insel liegt etwa 3,5 km südlich von Lahad Datu und ist die zweitgrößte Insel innerhalb der Darvel Bay. Sie ist überwiegend dicht bewaldet. Ihre maximale Länge beträgt in Richtung WSW ca. 9,5 km, die größte Breite etwa 4 km. Eine schmale, seichte Meerenge von wenigen hundert Meter Breite trennt die Insel vom Festland. Inmitten ihrer Südseite erhebt sich ein auffälliger Buckel bis zu einer Höhe von 218 m.

## Geschichte
Die Insel ist seit langer Zeit bewohnt. Auf der Küste der Insel liegen mehrere Siedlungen; Kg. Look Bikin, Kg. Tambak Buaya, Kg. Tanjung Batu, Kg. Tanjung Paras, Kg. Tarwag und Kg. Look Terusa.

## Infrastruktur
Straßen existieren auf der Insel nicht. Der Verkehr zwischen den Dörfern erfolgt ausschließlich mit dem Boot. Die Insel ist mit zwei Schulen, einer Moschee und einer Versammlungshalle ausgestattet. Außerdem unterhält die Fischereibehörde dort ein Büro (Stesen Jabatan Perikanan).

## Wirtschaft
Die Bewohner der Insel bestreiten ihren Lebensunterhalt überwiegend durch Fischfang und durch den Betrieb von Aquakulturen.
Im Südwesten der Insel befindet sich ein 760 Hektar großes Regenwaldschutzgebiet (Class VI Virgin Jungle Reserve). Das Dschungelreservat ist bekannt für das massenhafte Auftreten der „Feuerfliegen“ (Pteroptyx gelasina und Pteroptyx similis). Die besondere Eigenschaft dieser Unterart der Leuchtkäfer ist, dass die Insekten ihre Lichtaussendung rhythmisch synchronisieren können. Die nächtliche Beobachtung der Feuerfliegen vom Boot aus ist eine wichtige Komponente des Ökotourismus in der Region.